# جورج غوردون (لاعب كريكت أسترالي)
جورج غوردون (20 سبتمبر 1846 في أستراليا - 18 مايو 1923) (بالإنجليزية: George Gordon)‏ هو لاعب كريكت أسترالي.

## وصلات خارجية
- جورج غوردون (لاعب كريكت أسترالي) على موقع إي آس بي آن كريك إنفو (الإنجليزية)